# اتابکان دمشق
آل بوری یا بوریان(انگلیسی: Burid dynasty)، خاندانی ترک‌تبار ملقب به اتابکان دمشق بودند، که از سال ۴۹۷ تا ۵۴۹ هجری در دمشق فرمانروایی کردند. بنیانگذار این سلسله، طغتکین ابومنصور معروف به اتابک و و ملقب به ظهیرالدین که ابتدا از ملازمان تتش بن ارسلان بود که همزمان با دوران ضعف سلجوقیان، توانست قدرت خود را در دمشق و حلب تثبیت کند.

## تاریخ
اولین فرمانروای بوری، طغتکین به عنوان خدمتکار حاکم سلجوقی در دمشق، دوقاق گماشته شد. چندی پس از مرگ دوقاق طغتکین شهر را تصرف کرد پس بدین ترتیب حکومت بوریان آغاز شد. پس از درگذشت طغتکین پسرش تاج الملوک بوری به سلطنت رسید که شایان به ذکر است که نام حکومت بوریان به نام او نامگذاری شده‌است. سپس بوریان با دادن هدایا و ثروت‌های هنگفت به خلافت عباسی، توسط ابن حکومت به رسمیت شناخته شد. بوری‌ها تا سال ۱۱۵۴ بر این شهر حکومت می‌کردند، تا اینکه شهر به دست زنگیان تصرف شد. بوری‌ها در نبرد مرج الصفار شکست خوردند اما صلیبیون نتوانستند دمشق را تصرف کنند.